# Central Hershey

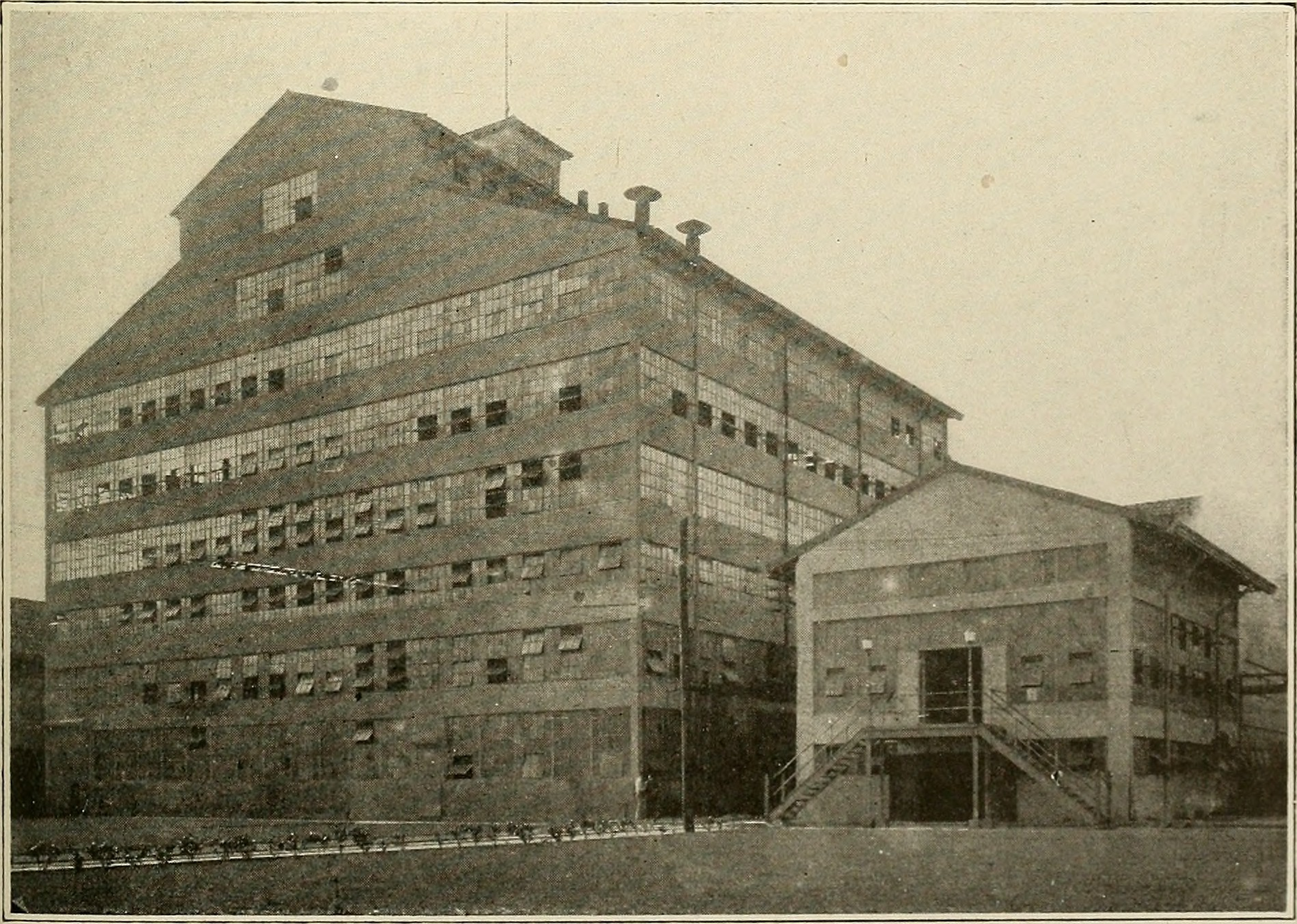
Hauptgebäude der Zuckerfabrik (1922)

Central Hershey (heute: Central Camilo Cienfuegos) ist eine ehemalige kubanische Zuckerfabrik (kubanisch: Central) mit angeschlossener Ortschaft auf dem Gebiet des heutigen Ortes Camilo Cienfuegos in der Provinz Mayabeque, gegründet von Milton S. Hershey.

## Lage
Die Central Hershey befindet sich rund 3 km südwestlich der Stadt Santa Cruz del Norte und rund 35 km östlich der Hauptstadt Havanna. Der Ort ist über die Vía Blanca an das kubanische Autobahnnetz angeschlossen.

## Geschichte

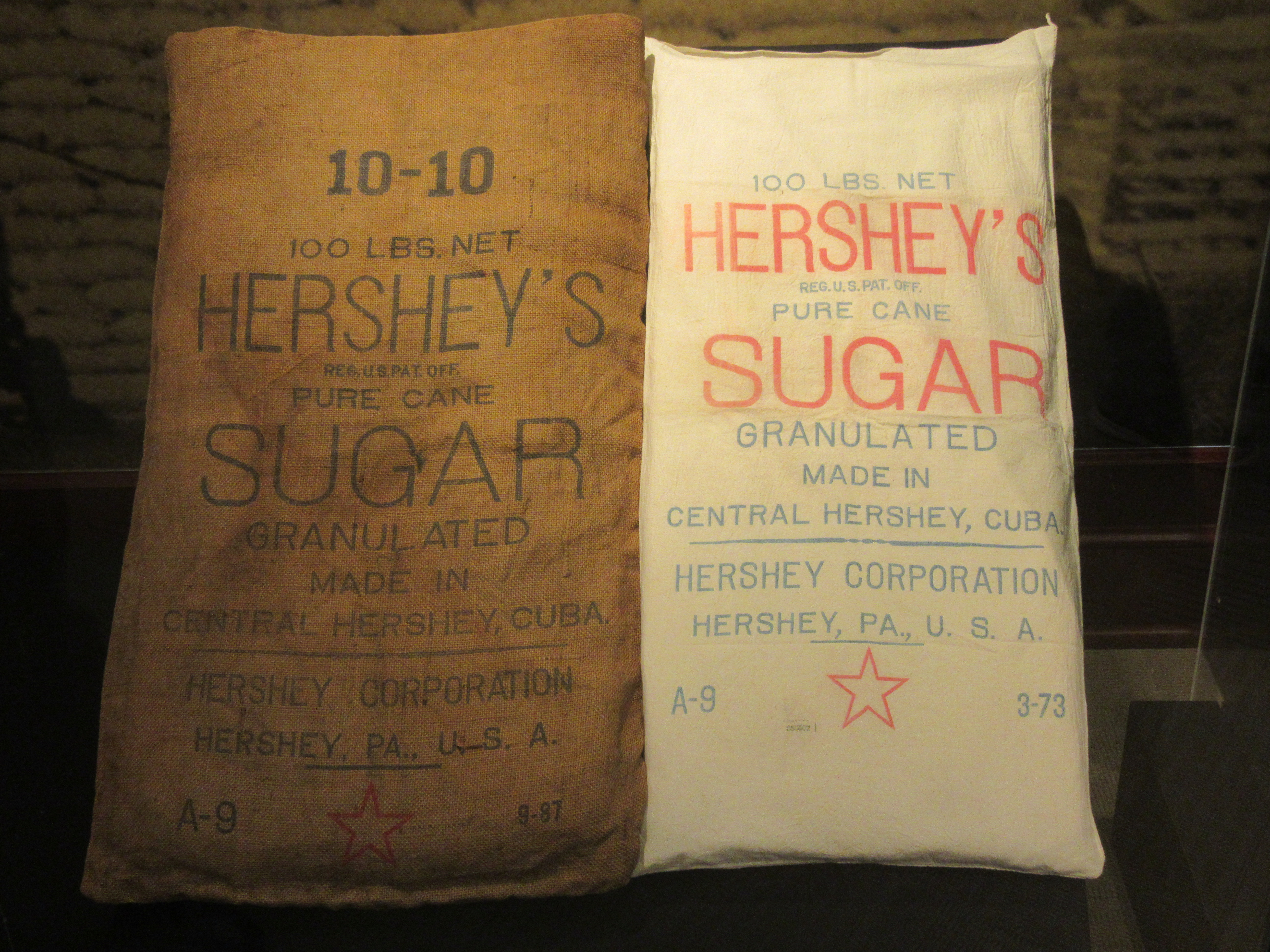
Zuckersäcke

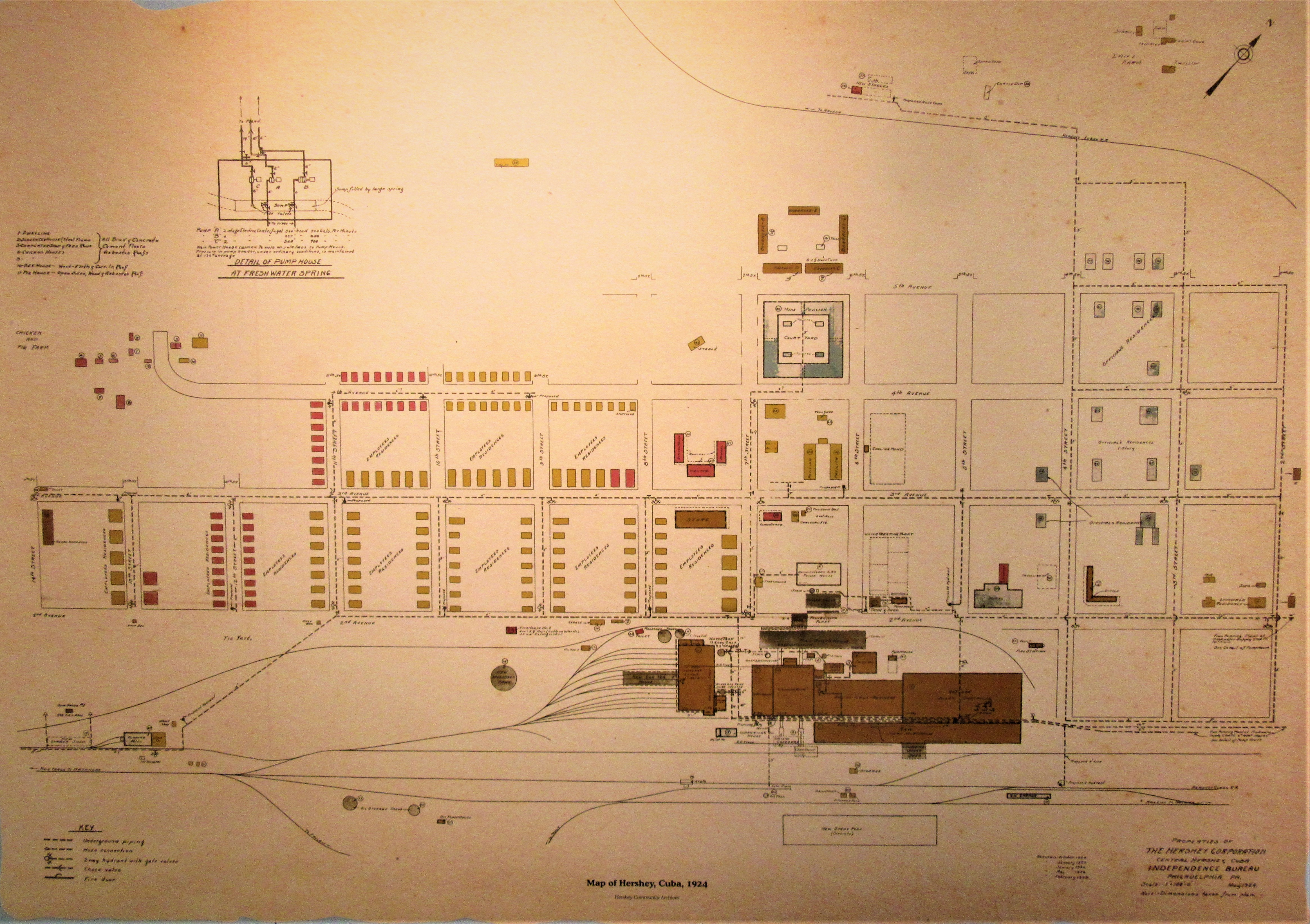
Plan der Fabrik und der Siedlung 1924

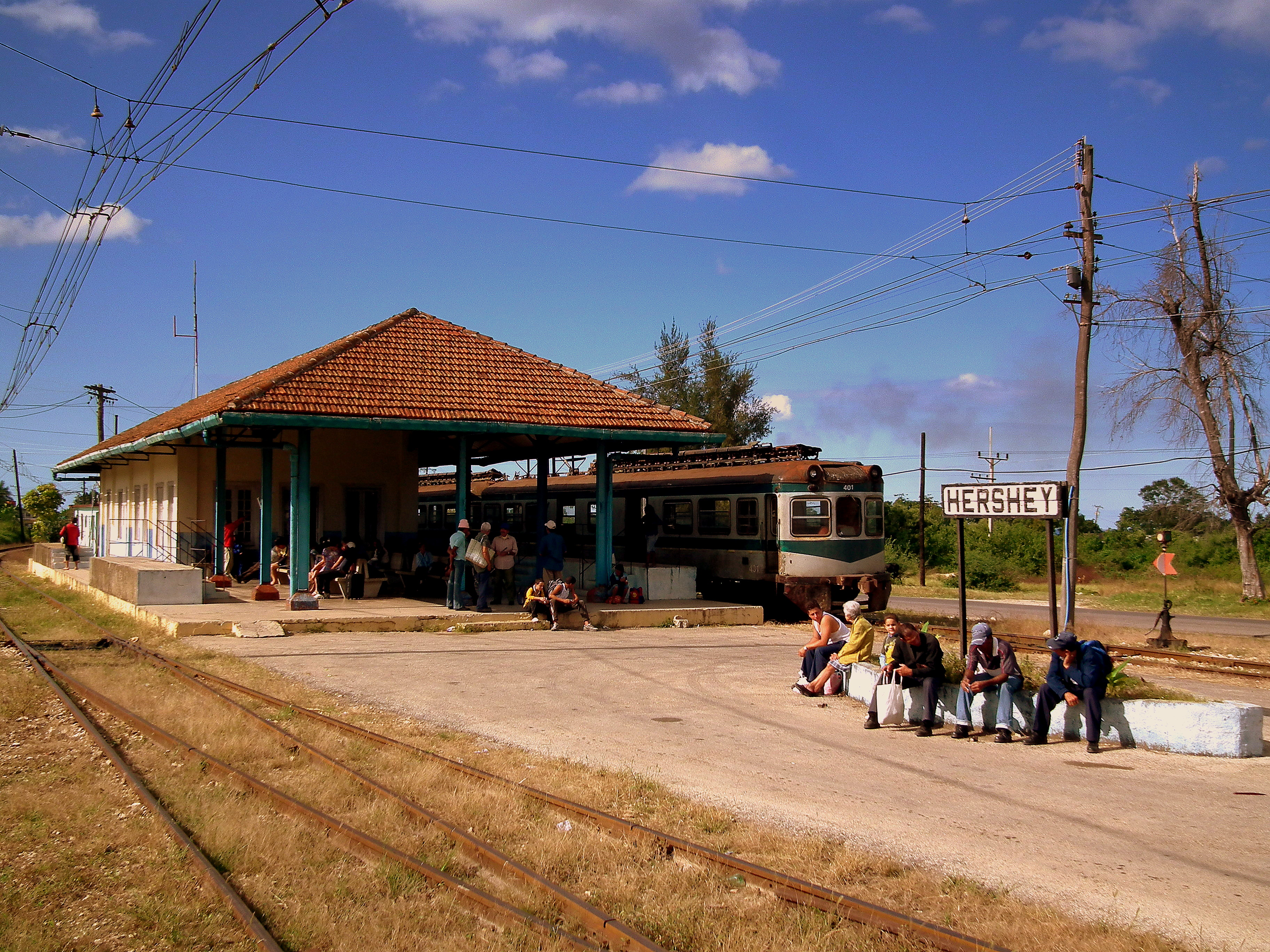
Bahnhof von Hershey

Der Schokoladenfabrikant Milton Hershey (Hershey Company) aus Pennsylvania kam erstmals 1916 nach Kuba. Er suchte nach Möglichkeiten, die Zuckerproduktion auszuweiten. Es war die Zeit des Ersten Weltkrieges und Zucker, welchen er für die Produktion von Milchschokolade brauchte, war ein knappes Gut. In Kuba mit seinen riesigen Zuckerrohrplantagen sah er dafür erstklassige Voraussetzungen, seine eigene Zuckerfabrikation aufzubauen. Er kaufte die kleine Zuckerfabrikationsstätte Central San Juan Bautista, und kurz danach begann der Bau einer Zuckermühle samt Ortschaft für dessen Arbeiter nahe der Stadt Santa Cruz del Norte. Die Anlage wurde 1918 fertiggestellt. Für die Anlieferung von Baumaterial und den Abtransport des Zuckers ließ Hershey eine Bahnstrecke zwischen den Groß-Häfen Havanna und Matanzas bauen. Sie wurde 1922 fertiggestellt und war vollkommen elektrifiziert. Sie ist heute unter dem Namen Hershey-Bahn bekannt.
Der Arbeiterwohnort, in Kuba als Batey bezeichnet, nach dem Taíno-Wort für Kultplatz, bestand aus subventionierten Mietwohnungen, einem Gesundheitszentrum, einer freien öffentlichen Schule, sowie Möglichkeiten der sportlichen Betätigung und Freizeitgestaltung, wie ein Baseballfeld, einem Golfplatz und einem Sport-Klub. In den Kinos liefen die neuesten Filme, schon eine Woche nach Kinostart in Havanna. Durch die gute Verkehrsanbindung gab es jedoch für die Arbeiter keinen Zwang, im Batey zu wohnen.
Später kaufte Hershey zur Erweiterung seiner Anbau- und Produktionskapazitäten noch die Centrales  Rosario (1920), Carmen, San Antonio (1925) und Jesús María (1927). Im Jahre 1946, ein Jahr nach dem Tod des Gründers, wurden die Hershey Holdings auf Kuba an die Cuban Atlantic Sugar Company verkauft. Nach dem Sieg der kubanischen Revolution 1959 wurde die Zuckermühlen enteignet und verstaatlicht und nach dem Rebellenführer Camilo Cienfuegos benannt.
Im Jahr 2002 wurde die Zuckerfabrik geschlossen. Der historische Ort ist heute weitgehend verfallen.

## Filme
- Milton Hershey's Cuba, 2013, Dokumentarfilm von Ric Morris (Trailer)